# Mortyplicity
"Mort Dinner Rick Andre" er den anden episode den femte sæson af Adult Swims tegnefilmserie Rick and Morty. Den er skrevet af Albro Lundy og instrueret af Lucas Gray, og afsnittet havde premiere den 27. juni 2021.
Rick, Morty, Summer, Beth og Jerry spiser aftensmads da en flok alien-blæksprutter kommer og dræber dem. Det viser sig, at de var en familie af robotduplikater, som var lavet som lokkemad. Rick og familien undersøger deres død, men det viser sig hurtigt at de også er robotduplikater, da en tredje Smith-familie kommer og dræber den. En serie kaotiske begivenheder følger, hvor hver lokke-Rick tror at han er den originale Rick.